# Hilos invar

Esquema del montaje de un hilo invar para realizar una medición de distancia. El hilo invar permite determinar con precisión la distancia entre las dos marcas de color rojo

Los hilos invar son un instrumento para la medición directa de distancias utilizado antiguamente en geodesia. Consisten en unos alambres fabricados con una aleación metálica formada por un 36 % de níquel y un 64 % de hierro (denominada invar), un material caracterizado por su gran resistencia y reducido coeficiente de dilatación térmica. Los hilos suelen medir 24 metros, y están equipados en sus extremos con unas regletas graduadas de la misma aleación, entre cuyos centros se materializa la longitud nominal del hilo.

## Historia
En 1900, el Comité Internacional de Pesas y Medidas respondió a una petición de la Asociación Internacional de Geodesia e incluyó en su programa de trabajos el estudio de mediciones utilizando hilos invar, cuyo coeficiente de expansión térmica era insignificante. Edvard Jäderin, un geodesta sueco, inventó un método para medir bases geodésicas, basado en el uso de cables tensados sometidos a una carga constante. Sin embargo, antes del descubrimiento del invar, este proceso era mucho menos preciso que el método clásico. Charles Édouard Guillaume demostró la eficacia del método de Jäderin mejorado mediante el uso de hilos de invar. La precisión de las mediciones es igual a la de los métodos anteriores utilizando reglas, mientras que la velocidad y la facilidad de las mediciones eran incomparablemente mayores.

## Utilización
La forma habitual de medir distancias con hilos de invar es situar el cable sobre dos caballetes equipados con sendas poleas, de las que se suspende una masa de 10 kg en cada extremo. La tensión generada por estas dos pesas permite compensar el combado del alambre, de forma que una vez tensado el hilo, la distancia entre los centros de las regletas es exactamente la longitud nominal del instrumento. Por último, se determina mediante un nivel la diferencia de cota entre los dos extremos del hilo para deducir la distancia horizontal verdadera. Para medir distancias mayores, basta con repetir el procedimiento, partiendo del punto tomado en la medición anterior.

## Aplicaciones
La aplicación clásica en geodesia de los hilos invar era la medición precisa de la distancia existente entre dos hitos (normalmente, de varios kilómetros) que iban a servir como base de partida de una triangulación principal.: 155  Pero la generalización del uso de los modernos distanciómetros láser ha supuesto la práctica desaparición de los hilos invar en geodesia, aunque siguen teniendo aplicación como parte de los equipos de extensometría en el control y seguimiento de las deformaciones que pueden experimentar las obras subterráneas.